# Czerwone buciki
Czerwone buciki, Czerwone trzewiczki (duń. De røde Skoe, współ. duń. De røde sko) – baśń literacka autorstwa Hansa Christiana Andersena, wydana po raz pierwszy w 1845 roku.

## Historia
Pisząc baśń o Czerwonych bucikach, Andersen prawdopodobnie inspirował się własnymi przeżyciami, takimi jak trudna relacja z przyrodnią siostrą Karen Marie Andersen, której imię nadał głównej bohaterce, oraz incydentem, gdy jego ojciec, szewc, zniszczył parę butów po krytyce zamożnej klientki. Baśń wydaje się być w dużej mierze oryginalną w swojej fabule, choć zawiera motywy znane z baśni ludowych, jak przeklęte przedmioty. Pisarz wprowadził też chrześcijańskie tematy grzechu oraz odkupienia.
Czerwone trzewiki symbolizują próżność i pokusę luksusu. Uległość względem niej prowadzi do kary, a ostatecznie do odkupienia przez pokutę, co wskazuje na motywy religijne stale obecne w literaturze w epoce romantyzmu. Tradycyjne interpretacje skupiają się na moralnym przesłaniu o pokorze i pobożności, ale współczesne analizy utworu często krytykują baśń za wzmacnianie patriarchalnych norm, co odzwierciedla złożoność jej odbioru.  
Baśń została po raz pierwszy opublikowana przez wydawnictwo C.A. Reitzel w Kopenhadze 7 kwietnia 1845 roku w antologii Nowe Bajki. Tom Pierwszy. Zbiór Trzeci. 1845 (duń. Nye Eventyr. Første Bind. Tredie Samling. 1845). Za życia Andersena utwór był wznawiany w innych zbiorach jego baśni w latach 1849 oraz 1863 (Eventyr. 1850 i  Eventyr og Historier. Andet Bind. 1863).

## Polskie przekłady
Czerwone buciki zostały przetłumaczone na język polski:
- 1899 – Czerwone buciki – baśń w przekładzie Cecylii Niewiadomskiej, wydane w Warszawie.
- 1900 – Czerwone trzewiczki w tłum. Marii Glotz, wydane w Czarodziejskich powieściach Andersena.
- 1929 – Czerwone trzewiczki: Janina Mortkowiczowa (tłum.): Najpiękniejsze baśnie H.C. Andersena. Warszawa. Brak numerów stron w książce

- 1929 – Czerwone trzewiczki: Franciszek Mirandola (tłum.): Siedmiu zuchów oraz inne bajki. Warszawa: Księgarnia Literacka, 1929. Brak numerów stron w książce

- 1931 – Czerwone trzewiczki, w tłum. Stefanii Beylin, w Baśniach, Warszawa.
- 1938 – Czerwone trzewiczki: Adam Przemski (tłum.): Bajki. Kraków. s. 88.
- 1938 – Czerwone trzewiczki, w tłum. Marcelego Tarnowskiego, w Bajkach, Warszawa.
- 2006 – Czerwone buciki, w tłum. Bogusławy Sochańskiej, Baśnie i opowieści. T. I: 1830–1850 (z oryginału duńskiego).

## Fabuła

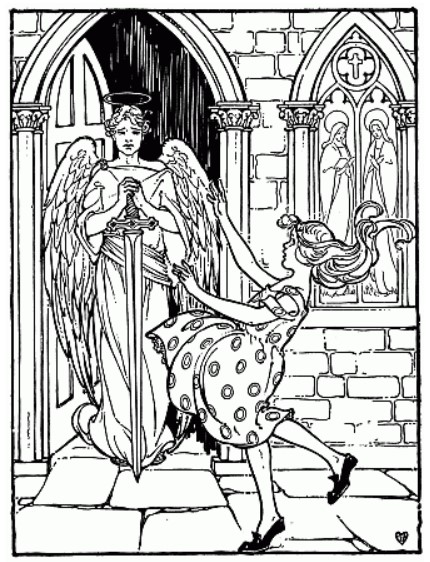
Ilustracja Edna F. Hart

Mała dziewczynka o imieniu Karen jest biedna i latem chodzi boso, a zimą w dużych drewniakach. Stara szewcowa w wiosce szyje dla niej z czerwonych szmatek parę niezdarnych butów. W dniu pogrzebu matki Karen po raz pierwszy wkłada czerwone buty. Gdy idzie za trumną, przejeżdża obok stara dama w powozie i zabiera dziewczynkę do siebie. Karen myśli, że to przez czerwone buty, ale dama uważa je za okropne i każe je spalić. Dziewczynka dostaje czyste ubrania, uczy się czytać i szyć, ludzie chwalą jej urodę. Pewnego dnia widzi księżniczkę ubraną w czerwone, błyszczące pantofelki. Karen marzy teraz o podobnych butach.
Kiedy nadchodzi jej konfirmacja, dama zabiera ją do szewca po nowe buty. W sklepie Karen widzi czerwone buty, które kiedyś uszyto dla hrabiowskiego dziecka. Dama ich nie rozpoznaje jako czerwonych z powodu słabego wzroku i kupuje je. Karen zakłada je na konfirmację, choć nie powinna, bo dama nie pozwala na taką ekstrawagancję. W kościele wszyscy patrzą na jej stopy, nawet malowidła na ścianach. Podczas nabożeństwa dziewczynka myśli tylko o swoich butach, zapominając o modlitwach. Po południu dama dowiaduje się o kolorze butów i nakazuje Karen nosić tylko czarne do kościoła.
W następną niedzielę Karen znów wybiera czerwone buty. Przy kościele stary wiarus wyciera buty damy i dotyka także tych należących do Karen, mówiąc: „Trzymajcie się mocno w tańcu!”. W kościele wszyscy znów patrzą na czerwone buty dziewczyny. Podczas komunii dziewczyna myśli tylko o butach, zapominając o modlitwie. Gdy opuszcza kościół, żołnierz znów mówi o jej butach i Karen zaczyna tańczyć. Nie może przestać, nogi tańczą same, aż woźnica musi ją złapać. Po powrocie do domu buty trafiają do szafy, ale Karen nie przestaje ich podziwiać. Kiedy dama ciężko choruje, dziewczyna ma ją pielęgnować, ale wybiera bal, bo nie wierzy, że dama przeżyje.
Zakłada czerwone buty i znów zaczyna tańczyć, tym razem bez możliwości zatrzymania. Ucieka z balu, tańczy przez pola, aż do lasu, gdzie znów spotyka żołnierza. Buty przyrastają do jej stóp, a ona tańczy dniem i nocą, nie mając spoczynku. Na cmentarzu spotyka anioła z mieczem, który każe jej tańczyć aż do śmierci i wzbudzać postrach wśród próżnych dzieci. Karen błaga o miłosierdzie i dociera do kata, prosząc go o odcięcie nóg z butami. Kat spełnia prośbę, a dziewczynka dostaje drewniane nogi i uczy się żyć w pokorze. W końcu, odmieniona i żarliwie wierząca, odpokutowawszy, umiera z sercem przepełnionym pokojem, a jej dusza unosi się do Boga, gdzie nikt nie pyta o czerwone buty.

## Galeria

Ilustracje baśni Czerwone buciki
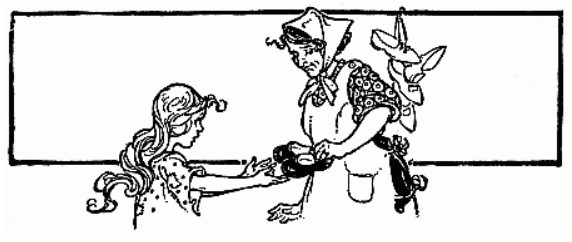
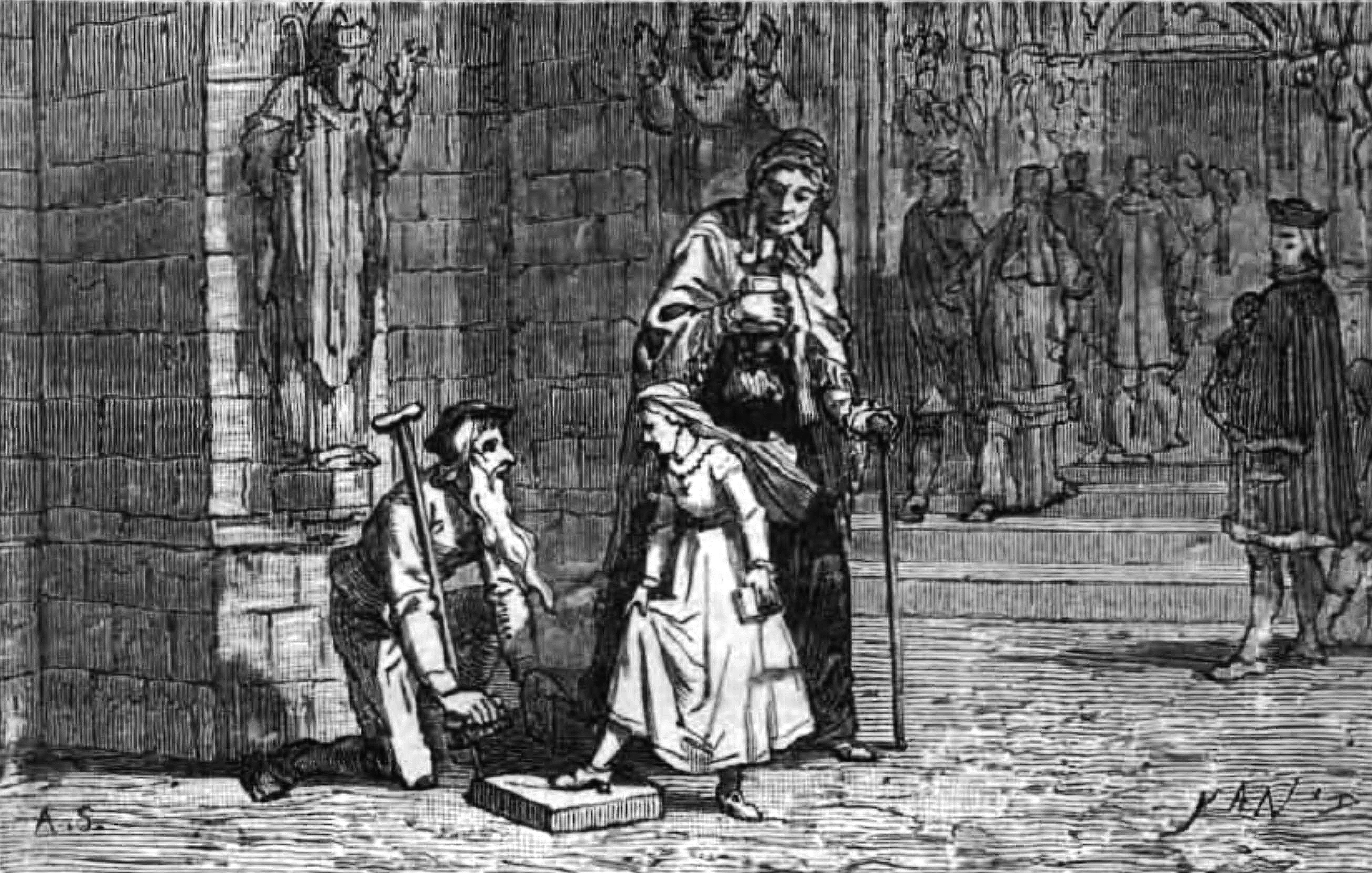
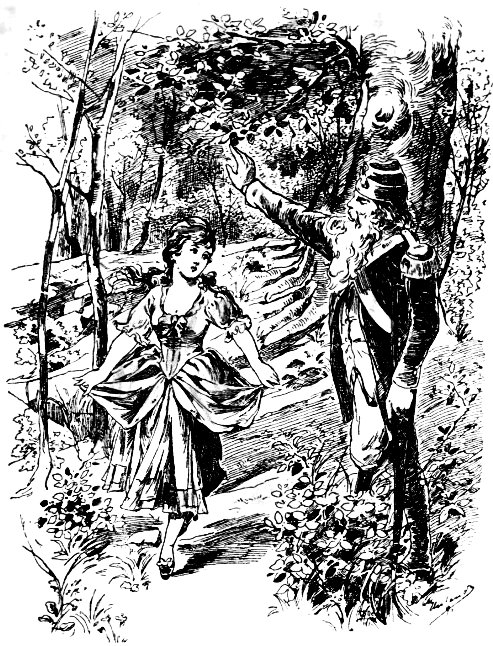
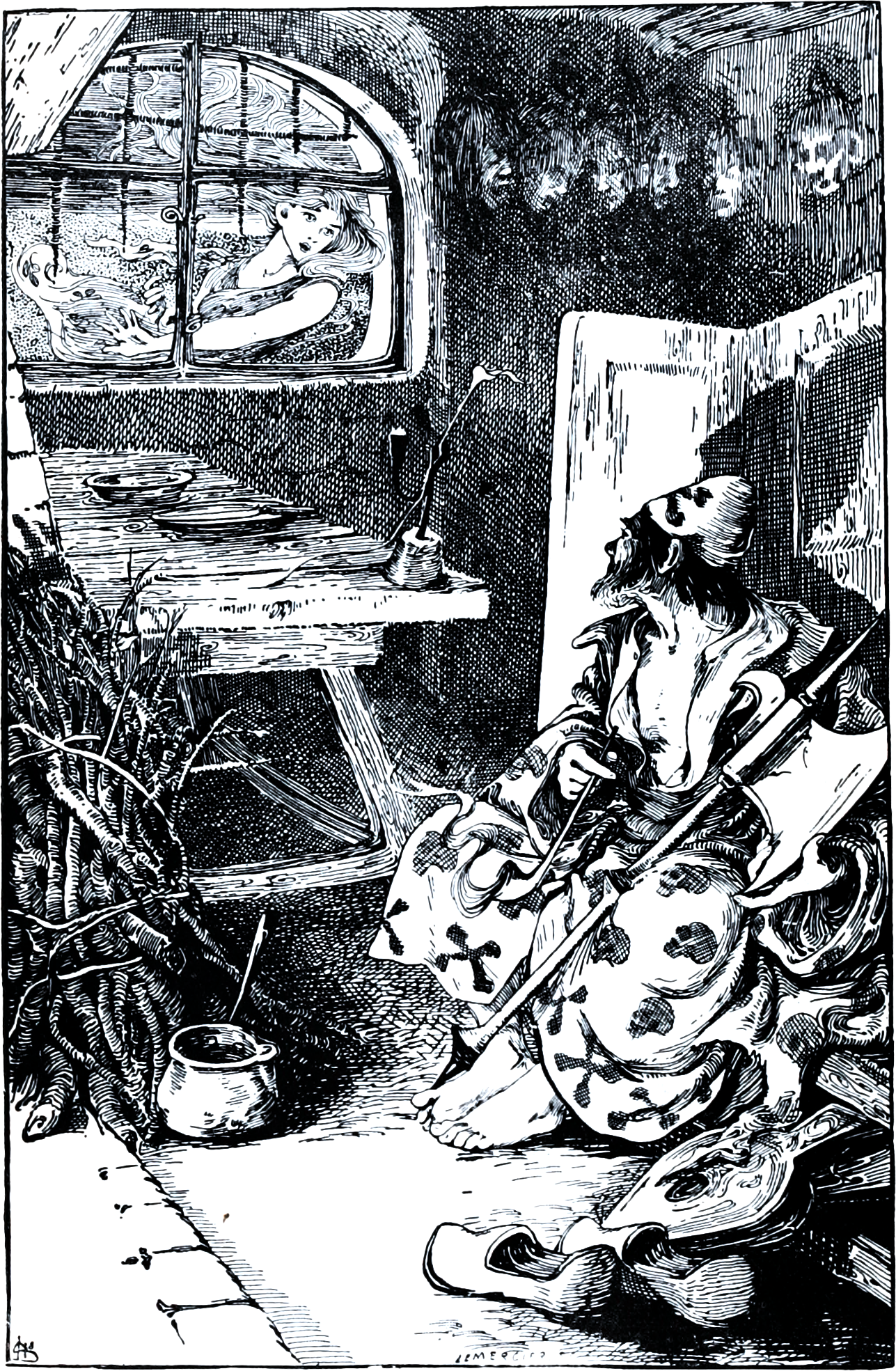
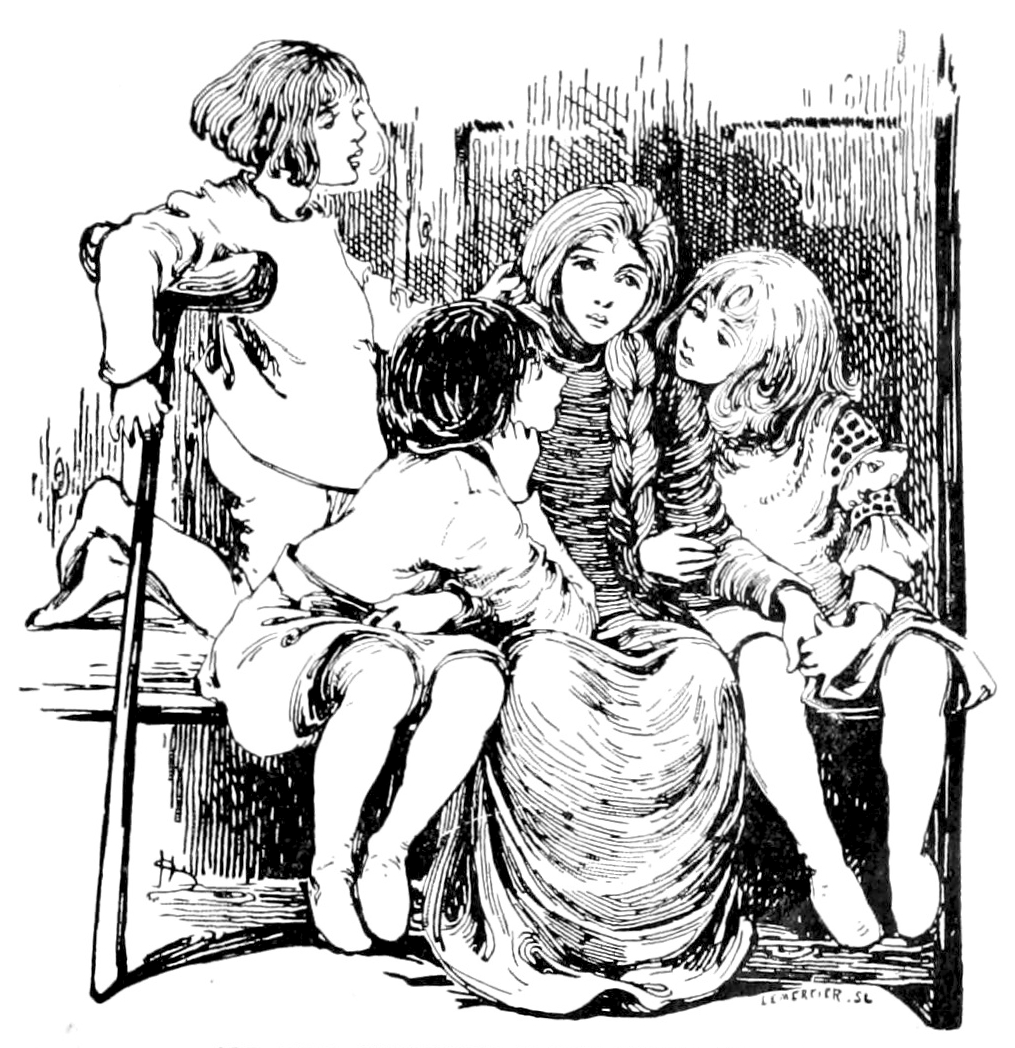

## Wybrane adaptacje
- 1948 – Czerwone trzewiki, brytyjski film muzyczny
- 1960 – The Red Shoes, odcinek w amerykańskiej serii animowanej „Mel-O-Toons”(inne języki)[7]
- 1990 – The Red Shoes, amerykański film animowany[8]
- 1993 – The Line, the Cross & the Curve, brytyjski film muzyczny (motyw zaczarowanych baletek)
- 2005 – Czerwone pantofelki, koreański horror